# Eupolemo (storico)
Eupolemo (in greco antico: Eὐπόλεμoς?); fl. II secolo a.C.) è il più antico storico ebreo dell'età ellenistica i cui scritti siano sopravvissuti fino all'era moderna.
Cinque (o forse sei) frammenti della sua opera furono tramandati nella Praeparatio evangelica di Eusebio di Cesarea (di seguito abbreviata in Praeparatio), nelle citazioni dello storico Alessandro Poliistore e negli Stromata di Clemente di Alessandria.
Esiste una sesta citazione da parte di Poliistore riportata da Eusebio, che è tuttavia considerata spuria e attribuita al cosiddetto Pseudo-Eupolemo.
Lo stile e il vocabolario indicano che il greco fu la lingua originale degli scritti e convergono verso una comune data di composizione intorno al 158/7 a.C. Il fatto che l'autore faccia risalire la sua opera ai Seleucidi piuttosto che ai Tolomei suggerisce un'origine palestinese piuttosto che egiziana. È stato ipotizzato che l'autore potrebbe essere l'Eupolemo che fu l'ambasciatore di Giuda Maccabeo a Roma, secondo il resoconto storico di 1 Maccabei 8.17 e 2 Maccabei 4.11.

## Scritti
I frammenti solitamente considerati opera autentica di Eupolemo sono:
- Un'affermazione secondo cui Mosè fu il primo uomo saggio, che insegnò l'alfabeto agli Ebrei, che lo trasmisero ai Fenici e questi ai Greci, e che Mosè scrisse le prime leggi per gli ebrei (Praeparatio 9.26.1).
- Alcune informazioni cronologiche sul periodo che intercorre tra Mosè e re Davide, e alcuni dettagli delle sue disposizioni per la costruzione del Tempio di Gerusalemme, seguiti da presunte trascrizioni di lettere scambiate tra il re Salomone e "Souron il re di Tiro", il biblico Hiram ( Praeparatio 9.30.1-34.18).
- Una breve dichiarazione sugli scudi d'oro fatta da Salomone (Praeparatio 9.34.20).
- Un brevissimo resoconto della persecuzione del profeta Geremia da parte del re "Gionachim" che sembra corrispondere ai re biblici Ioiakim, Ioiachin e Sedecia, seguito da un breve resoconto romanzato della caduta del Regno di Giuda che termina con la nota che Geremia conservò l'Arca dell'Alleanza e le Tavole della Legge (Praeparatio 9.39.2-5).
- Una sinossi cronologica che indica 5.149 anni da Adamo al 5º anno di regno di Demetrio (Stromata 1.141,4).

## Pseudo-Eupolemo
Il frammento solitamente noto come Pseudo-Eupolemo (Praeparatio 9.17.2-9) riferisce:
- La città assira di Babilonia fu costruita da giganti (nephilim) scampati al diluvio che eressero anche la torre. Dopo la sua distruzione i giganti furono dispersi (e le lingue con essi).
- Segue un riassunto del corso degli onori di Abramo basato sul racconto biblico con alcune modifiche e dettagli simili a quelli trovati nel Genesis Apocryphon, in Giuseppe Flavio e nella tradizione enochita. Abramo è descritto come un uomo particolarmente esperto di astronomia, scienza che fu scoperta da Enoch e trasmessa da Abramo ai sacerdoti egiziani (che adoravano gli dèi nemici del Dio di Israele).
- Segue poi un passaggio sconcertante che sembra avere poco a che fare con il contesto e può essere confuso:

Tradizionalmente molti traduttori hanno emendato Canaan con Cham, cioè Cam, figlio di Noè, poiché in Genesi 10.6 Cam è il padre di Cush e di Mizraim. Tuttavia, l'autore qui afferma di riferirsi alla tradizione babilonese, non alla tradizione ebraica, per quel che vale. Asbolus significa 'fuligginoso'.
Robert Doran nella sua traduzione in The Old Testament Pseudepigrapha, Volume 2, emenda einai Kronon ('è lo stesso di Crono') a einai Kronou (al genitivo, 'è [figlio di] Crono'), notando che in nessun altro testo qualcuno chiamato Belus è mai stato equiparato a Crono. Tuttavia, nelle Historie dello scrittore fenico Sanconiatone troviamo gli dei Crono ed Elus collocati nello stesso posto all'interno dell'albero genealogico, anche se Elus è equiparato a El in questo caso.
- Il racconto si conclude indicando che i Greci riferiscono che Atlante scoprì l'astrologia, identificando quest'ultimo con Enoch il quale apprese tale arte dagli angeli di Dio.

Robert Doran dà motivo di credere che questo frammento possa far parte dell'autentica opera di Eupolemo nonostante i precedenti dubbi.